# Sumatraanse bladvogel
De Sumatraanse bladvogel (Chloropsis media) is een vogel uit de familie van de bladvogels. De vogel werd in 1850 geldig beschreven door  Karel Lucien Bonaparte. Het is een bedreigde, endemische bosvogel van het eiland Sumatra.

## Kenmerken
De vogel is 17 tot 18cm lang en lijkt sterk op de goudvoorhoofdbladvogel (C. aurifrons). Soms wordt deze soort ook als ondersoort van C. aurifrons opgevat. Er zijn echter opvallende verschillen waaronder de kleur van de voorkant van de kruin (het voorhoofd) bij het mannetje, die bij deze soort geel (in plaats van oranje) is. Het vrouwtje lijkt sterk op het vrouwtje van de blauwvleugelbladvogel, met een gele kruin, maar zonder blauw op de vleugels en de staart.

## Verspreiding en leefgebied
De broedgebieden van de Sumatraanse bladvogel liggen in heuvelland tussen de 600 en 1000 m boven de zeespiegel in regenwoud, secondair bos, plantages en boomgaarden rond dorpen. De vogel was vroeger algemeen, maar rond 2006 is er weinig bekend over het voorkomen. Het leefgebied van deze bladvogel wordt vernietigd en verder blijkt dat er handel wordt gedreven in bladvogels.

## Status
De Sumatraanse bladvogel heeft een nog een groot verspreidingsgebied maar volgens onderzoek dat in 2016 werd gepubliceerd is het aantal waarnemingen zeer laag. In 2012 werd de vogel nog als niet bedreigd beschouwd, in 2016 werd dit kwetsbaar. Net als de andere soorten bladvogels, wordt de vogel gevangen voor de kooivogelhandel. Het leefgebied wordt daarnaast aangetast en versnipperd, maar ook gemakkelijker toegankelijk voor vogelvangers. Om deze redenen staat deze soort bladvogel sinds 2019 als bedreigd op de Rode Lijst van de IUCN.